# Zentrales Personenstandsregister
Das Zentrale Personenstandsregister (ZPR) ist ein mit 1. November 2014 in Österreich eingeführtes öffentliches Register, in dem die Personenstandsbehörden allgemeine und besondere Personenstandsdaten in einem Informationsverbundsystem verarbeiten dürfen. Rechtsgrundlage ist § 44 Personenstandsgesetz.
Die bis dahin in lokalen EDV-Anwendungen oder händisch geführten Personenstandsbücher eingetragenen Daten wurden in das ZPR übertragen, dessen technische Infrastruktur vom Innenministerium zur Verfügung gestellt wird. Der praktische Nutzen des ZPR besteht beispielsweise darin, dass von jeder Personenstandsbehörde sämtliche Daten einer Person abgefragt und Personenstandsurkunden ausgestellt werden können. Gleichzeitig mit Einführung des ZPR wurde auch ein Zentrales Staatsbürgerschaftsregister (ZSR) eingerichtet, um unabhängig vom Wohnsitz einen Staatsbürgerschaftsnachweis ausstellen zu können.

## Geschichte
Im Juli 2011 wurde im Ministerrat ein bundesweit zentrales Personenstandsregister (ZPR) beschlossen, welches im April 2013 funktionsbereit sein und im Jänner 2014 in Vollbetrieb gehen sollte. Im November 2012 stimmte der Innenausschuss des Nationalrates der Gesetzesänderung zu. Der Echtbetrieb war für November 2013 vorgesehen. Das Personenstandsgesetz 2013 (PStG 2013) wurde schließlich am 5. Dezember 2012 im Nationalrat und am 20. Dezember 2012 im Bundesrat beschlossen. Im Oktober 2013 wurde die Einführung auf Grund von Problemen bei der technischen Umsetzung auf November 2014 verschoben.

## Eintragung des dritten Geschlechts
Per Erlass des Innenministeriums aus dem Jahr 2020 sind folgende Eintragungen für das dritte Geschlecht im ZPR möglich:
- divers
- inter
- offen
- kein Eintrag

Der Anzeigende der Geburt, grundsätzlich eine Hebamme oder ein Arzt, legen die Bezeichnung fest, falls eine Änderung der Geschlechtszuordnung zu einem späteren Zeitpunkt vorgenommen werden soll, ist ein Fachgutachten notwendig.